# Ruder-Weltmeisterschaften 2011
Die Ruder-Weltmeisterschaften 2011 fanden vom 28. August bis 4. September 2011 auf dem Bleder See in Bled (Slowenien) statt. Sie waren gleichzeitig der wichtigste Qualifikationswettbewerb im Rudern für die Olympischen Spiele 2012.

## Ergebnisse

### Männer
| Bootsklasse                                  | Gold | Gold    | Silber | Silber  | Bronze | Bronze  |
| -------------------------------------------- | --- | ------- | --- | ------- | --- | ------- |
| Einer (M1x)                                  | Neuseeland Mahé Drysdale | 6:39,56 | Tschechien Ondřej Synek | 6:40,05 | Vereinigtes Königreich Alan Campbell | 6:44,86 |
| Doppelzweier (M2x)                           | Neuseeland Nathan Cohen Joseph Sullivan | 6:10,76 | Deutschland Hans Gruhne Stephan Krüger | 6:10,82 | Frankreich Cédric Berrest Julien Bahain | 6:14,31 |
| Doppelvierer (M4x)                           | Australien Christopher Morgan James McRae Karsten Forsterling Daniel Noonan                                                                                  | 5:39,31 | Deutschland Karl Schulze Philipp Wende Lauritz Schoof Tim Grohmann | 5:39,56 | Kroatien David Šain Martin Sinković Damir Martin Valent Sinković                                                                                             | 5:42,82 |
| Zweier mit Steuermann (M2+)                  | Italien Vincenzo Capelli Pierpaolo Frattini Niccolo Fanchi (Stm.)                                                                                            | 6:56,45 | Australien William Lockwood James Chapman David Webster (Stm.) | 6:58,20 | Kanada Kevin Light Steven Vanknotsenburg Brian Price (Stm.)                                                                                                  | 7:00,76 |
| Zweier ohne Steuermann (M2-)                 | Neuseeland Eric Murray Hamish Bond | 6:14,77 | Vereinigtes Königreich Peter Reed Andrew Triggs Hodge | 6:16,27 | Italien Niccolò Mornati Lorenzo Carboncini | 6:21,33 |
| Vierer ohne Steuermann (M4-)                 | Vereinigtes Königreich Matthew Langridge Richard Egington Tom James Alex Gregory                                                                             | 5:55,18 | Griechenland Stergios Papachristos Giannis Tsilis Georgios Tziallas Ioannis Christou                                                                                  | 5:57,20 | Australien Samuel Loch Drew Ginn Nicholas Purnell Joshua Dunkley-Smith                                                                                       | 5:58,44 |
| Achter (M8+)                                 | Deutschland Gregor Hauffe Andreas Kuffner Eric Johannesen Maximilian Reinelt Richard Schmidt Lukas Müller Florian Mennigen Kristof Wilke Martin Sauer (Stm.) | 5:28,81 | Vereinigtes Königreich Nathaniel Reilly-O’Donnell Cameron Nichol James Foad Alex Partridge Mohamed Sbihi Gregory Searle Tom Ransley Daniel Ritchie Phelan Hill (Stm.) | 5:30,83 | Kanada Gabriel Bergen Andrew Byrnes Jeremiah Brown Douglas Csima Malcolm Howard Conlin McCabe Robert Gibson Will Crothers Brian Price (Stm.)                 | 5:31,18 |
| Leichtgewichts-Einer (LM1x)                  | Dänemark Henrik Stephansen | 6:54,73 | Italien Pietro Ruta | 7:01,54 | Neuseeland Duncan Grant | 7:03,30 |
| Leichtgewichts-Doppelzweier (LM2x)           | Vereinigtes Königreich Zac Purchase Mark Hunter | 6:18,67 | Neuseeland Storm Uru Peter Taylor | 6:19,01 | Italien Lorenzo Bertini Elia Luini | 6:21,33 |
| Leichtgewichts-Doppelvierer (LM4x)           | Italien Francesco Rigon Daniele Gilardoni Franco Sancassani Stefano Basalini                                                                                 | 6:00,95 | Deutschland Michael Wieler Stefan Wallat Jonas Schützeberg Ingo Voigt                                                                                                 | 6:01,08 | Dänemark Steffen Jensen Martin Batenburg Christian Nielsen Hans Christian Sørensen                                                                           | 6:03,84 |
| Leichtgewichts-Zweier ohne Steuermann (LM2-) | Vereinigtes Königreich Peter Chambers Kieren Emery | 6:27,59 | Italien Luca De Maria Armando Dell’Aquila | 6:29,07 | Deutschland Bastian Seibt Lars Wichert | 6:29,19 |
| Leichtgewichts-Vierer ohne Steuermann (LM4-) | Australien Anthony Edwards Samuel Beltz Benjamin Cureton Todd Skipworth                                                                                      | 5:55,10 | Italien Daniele Danesin Andrea Caianiello Marcello Miani Martino Goretti                                                                                              | 5:56,33 | Vereinigtes Königreich Richard Chambers Chris Bartley Paul Mattick Rob Williams                                                                              | 5:57,33 |
| Leichtgewichts-Achter (LM8+)                 | Australien Thomas Bertrand Ross Brown Blair Tunevitsch Thomas Gibson Alister Foot Roderick Chisholm Nicholas Baker Darryn Purcell David Webster (Stm.)       | 5:44,57 | Italien Luigi Scala Fabrizio Gabriele Davide Riccardi Gianluca Santi Livio La Padula Catello Amarante Jiri Vlcek Giorgio Tuccinardi Gianluca Barattolo (Stm.)         | 5:44,73 | Dänemark Lasse Dittmann Daniel Graff Anders Hansen Jens Vilhelmsen Thorbjørn Patscheider Jacob Larsen Christian Pedersen Martin Kristensen Emil Blach (Stm.) | 5:46,75 |

### Frauen
| Bootsklasse                        | Gold | Gold    | Silber | Silber  | Bronze | Bronze  |
| ---------------------------------- | --- | ------- | --- | ------- | --- | ------- |
| Einer (W1x)                        | Tschechien Miroslava Knapková | 7:26,64 | Belarus Kazjaryna Karsten | 7:28,68 | Neuseeland Emma Twigg | 7:30,68 |
| Doppelzweier (W2x)                 | Vereinigtes Königreich Anna Watkins Katherine Grainger | 6:44,73 | Australien Kerry Hore Kim Crow | 6:45,98 | Neuseeland Fiona Paterson Anna Reymer | 6:46,74 |
| Doppelvierer (W4x)                 | Deutschland Julia Richter Tina Manker Stephanie Schiller Britta Oppelt                                                                                     | 6:18,37 | Vereinigte Staaten Stesha Carle Natalie Dell Adrienne Martelli Megan Kalmoe                                                                                          | 6:19,90 | Neuseeland Sarah Gray Louise Trappitt Fiona Bourke Eve Macfarlane | 6:23,33 |
| Zweier ohne Steuerfrau (W2-)       | Neuseeland Juliette Haigh Rebecca Scown | 6:58,16 | Vereinigtes Königreich Helen Glover Heather Stanning | 6:58,24 | Australien Sarah Tait Kate Hornsey | 7:03,98 |
| Vierer ohne Steuerfrau (W4-)       | Vereinigte Staaten Sarah Zelenka Kara Kohler Emily Regan Sara Hendershot                                                                                   | 6:30,30 | Australien Peta White Renee Chatterton Pauline Frasca Kate Hornsey                                                                                                   | 6:31,18 | Niederlande Wianka van Dorp Olivia van Rooijen Elisabeth Hogerwerf Femke Dekker                                                                                         | 6:34,06 |
| Achter (W8+)                       | Vereinigte Staaten Esther Lofgren Zsuzsanna Francia Meghan Musnicki Taylor Ritzel Jamie Redman Amanda Polk Caroline Lind Eleanor Logan Mary Whipple (Stf.) | 6:03,65 | Kanada Janine Hanson Rachelle Viinberg Natalie Mastracci Cristy Nurse Krista Guloien Ashley Brzozowicz Darcy Marquardt Andréanne Morin Lesley Thompson-Willie (Stf.) | 6:04,39 | Vereinigtes Königreich Alison Knowles Jo Cook Jessica Eddie Louisa Reeve Natasha Page Lindsey Maguire Katie Solesbury-Greves Victoria Thornley Caroline O’Connor (Stf.) | 6:06,03 |
| Leichtgewichts-Einer (LW1x)        | Brasilien Fabiana Beltrame | 7:44,58 | Schweiz Pamela Weisshaupt | 7:48,24 | Deutschland Lena Müller | 7:50,44 |
| Leichtgewichts-Doppelzweier (LW2x) | Griechenland Christina Giazitzidou Alexandra Tsiavou | 6:59,80 | Kanada Lindsay Jennerich Patricia Obee | 7:03,46 | Vereinigtes Königreich Hester Goodsell Sophie Hosking | 7:04,33 |
| Leichtgewichts-Doppelvierer (LW4x) | Vereinigtes Königreich Stephanie Cullen Imogen Walsh Kathryn Twyman Andrea Dennis                                                                          | 6:28,14 | Volksrepublik China Pan Dandan Tang Chanjuan Liu Jing Yan Xiaohua | 6:30,41 | Vereinigte Staaten Hillary Saeger Nicole Dinion Lindsey Hochman Katherine Robinson                                                                                      | 6:33,91 |

### Pararudern
| Bootsklasse                                | Gold                                                                                               | Gold    | Silber                                                                                             | Silber  | Bronze                                                                                             | Bronze  |
| ------------------------------------------ | -------------------------------------------------------------------------------------------------- | ------- | -------------------------------------------------------------------------------------------------- | ------- | -------------------------------------------------------------------------------------------------- | ------- |
| AS-Männer-Einer (ASM1x)                    | Vereinigtes Königreich Tom Aggar                                                                   | 4:58,01 | Russland Alexei Tschuwaschew                                                                       | 5:00,09 | Australien Erik Horrie                                                                             | 5:04,75 |
| AS-Frauen-Einer (ASW1x)                    | Ukraine Alla Lysenko                                                                               | 5:39,52 | Frankreich Nathalie Benoit                                                                         | 5:41,39 | Israel Moran Samuel                                                                                | 5:49,97 |
| TA-Mixed-Doppelzweier (TAMix2x)            | Volksrepublik China Lou Xiaoxian Fei Tianming                                                      | 4:01,81 | Frankreich Perle Bouge Stéphane Tardieu                                                            | 4:02,98 | Australien John Maclean Kathryn Ross                                                               | 4:05,13 |
| ID-Mixed-Vierer mit Steuermann (IDMix4+)   | Hongkong Liu Wang Sin Lam King Shan Szeto Tung Chun Tsui Kwok Man Chan Tsz Wai (Stf.)              | 3:51,08 | Deutschland Clara von der Grün Paula Hamann Fabian Neitzel Maximilian Kunze Florian Schäfer (Stm.) | 4:01,12 | Italien Giorgia Indelicato Elisabetta Tieghi Luca Varesano Francesco Borsani Federico Zoppi (Stm.) | 4:01,41 |
| LTA-Mixed-Vierer mit Steuermann (LTAMix4+) | Vereinigtes Königreich Pamela Relph Naomi Riches David Smith James Roe Lily van den Broecke (Stf.) | 3:27,10 | Kanada Anthony Theriault David Blair Victoria Nolan Meghan Montgomery Laura Comeau (Stf.)          | 3:31,84 | Deutschland Anke Molkenthin Christiane Quirin Martin Lossau Michael Schulz Katrin Splitt (Stf.)    | 3:33,27 |

## Medaillenspiegel

### Männer und Frauen
| Platz | Land                   | Gold | Silber | Bronze | Gesamt |
| ----- | ---------------------- | ---- | ------ | ------ | ------ |
| 1     | Vereinigtes Königreich | 5    | 3      | 4      | 12     |
| 2     | Neuseeland             | 4    | 1      | 4      | 9      |
| 3     | Australien             | 3    | 3      | 2      | 8      |
| 4     | Italien                | 2    | 4      | 2      | 8      |
| 5     | Deutschland            | 2    | 3      | 2      | 7      |
| 6     | Vereinigte Staaten     | 2    | 1      | 1      | 4      |
| 7     | Griechenland           | 1    | 1      |        | 2      |
| 7     | Tschechien             | 1    | 1      |        | 2      |
| 8     | Dänemark               | 1    |        | 2      | 3      |
| 9     | Brasilien              | 1    |        |        | 1      |
| 10    | Kanada                 |      | 2      | 2      | 4      |
| 11    | Volksrepublik China    |      | 1      |        | 1      |
| 11    | Schweiz                |      | 1      |        | 1      |
| 11    | Belarus                |      | 1      |        | 1      |
| 12    | Frankreich             |      |        | 1      | 1      |
| 12    | Kroatien               |      |        | 1      | 1      |
| 12    | Niederlande            |      |        | 1      | 1      |
| Summe | Summe                  | 22   | 22     | 22     | 66     |

### Pararudern
| Platz | Land                   | Gold | Silber | Bronze | Gesamt |
| ----- | ---------------------- | ---- | ------ | ------ | ------ |
| 1     | Vereinigtes Königreich | 2    |        |        | 2      |
| 2     | Volksrepublik China    | 1    |        |        | 1      |
| 2     | Hongkong               | 1    |        |        | 1      |
| 2     | Ukraine                | 1    |        |        | 1      |
| 3     | Frankreich             |      | 2      |        | 2      |
| 4     | Deutschland            |      | 1      | 1      | 2      |
| 5     | Kanada                 |      | 1      |        | 1      |
| 5     | Russland               |      | 1      |        | 1      |
| 6     | Australien             |      |        | 2      | 2      |
| 7     | Israel                 |      |        | 1      | 1      |
| 7     | Italien                |      |        | 1      | 1      |
| Summe | Summe                  | 5    | 5      | 5      | 15     |